# Hyporhamphus
Hyporhamphus (Gill, 1859) è un genere di pesci ossei marini e d'acqua dolce appartenenti alla famiglia Hemiramphidae.

## Distribuzione e habitat
Questo genere vive in tutti i mari tropicali e subtropicali. Diverse specie sono eurialine e alcune vivono esclusivamente in acqua dolce. Nel mar Mediterraneo sudorientale vivono due specie: Hyporhamphus affinis e H. picarti, il primo di origine lessepsiana e il secondo di origine incerta, probabilmente è una specie relitta delle fasi calde del Terziario.
Le specie marine vivono tipicamente in acque costiere a pochissima distanza dalle coste, spesso nei pressi di spiagge sabbiose. Vivono immediatamente sotto la superficie dell'acqua.

## Descrizione
La taglia è medio piccola: la maggioranza delle specie misura attorno ai 20 cm o meno, Hyporhamphus sajori raggiunge i 40 cm ed è la specie di maggiori dimensioni. La mascella inferiore allungata come quelle dell'aguglia comune mentre la superiore è di lunghezza normale e di forma triangolare. Il corpo è slanciato, con ventre e dorso diritti e paralleli, la pinna dorsale e la pinna anale sono brevi e arretrate, poste appena prima del peduncolo caudale. La pinna caudale ha il lobo inferiore più sviluppato. Il colore è generalmente argenteo.

## Biologia
Vivono immediatamente sotto la superficie dell'acqua e molte specie formano banchi. Si nutrono di zooplancton, piccoli pesci e materiale galleggiante tra cui insetti caduti in acqua.

## Pesca
Alcune specie hanno una certa importanza per la pesca.

## Tassonomia
Il genere comprende 38 specie:
- Hyporhamphus acutus
- Hyporhamphus affinis
- Hyporhamphus australis
- Hyporhamphus balinensis
- Hyporhamphus brederi
- Hyporhamphus capensis
- Hyporhamphus collettei
- Hyporhamphus dussumieri
- Hyporhamphus erythrorinchus
- Hyporhamphus gamberur
- Hyporhamphus gernaerti
- Hyporhamphus gilli
- Hyporhamphus ihi
- Hyporhamphus improvisus
- Hyporhamphus intermedius
- Hyporhamphus limbatus
- Hyporhamphus meeki
- Hyporhamphus melanochir
- Hyporhamphus melanopterus
- Hyporhamphus mexicanus
- Hyporhamphus naos
- Hyporhamphus neglectissimus
- Hyporhamphus neglectus
- Hyporhamphus pacificus
- Hyporhamphus paucirastris
- Hyporhamphus picarti
- Hyporhamphus quoyi
- Hyporhamphus regularis
- Hyporhamphus roberti
  - Hyporhamphus roberti hildebrandi
  - Hyporhamphus roberti roberti
- Hyporhamphus rosae
- Hyporhamphus sajori
- Hyporhamphus sindensis
- Hyporhamphus snyderi
- Hyporhamphus taiwanensis
- Hyporhamphus unicuspis
- Hyporhamphus unifasciatus
- Hyporhamphus xanthopterus
- Hyporhamphus yuri